# Livio Cambi
Livio Cambi (Ancona, 14 giugno 1885 – Guastalla, 14 agosto 1968) è stato un chimico italiano.

## Biografia
Si laureò nel 1906 in Chimica con lode presso l'Università di Bologna, a soli 21 anni, ricevendo anche la medaglia d'oro destinata al migliore laureato dell'anno.
Nel 1924, Luigi Mangiagalli, fondatore e rettore dell'Università degli Studi di Milano, chiamò Livio Cambi, ormai affermato chimico e docente, nella Facoltà di Scienze come professore ordinario per creare, primo in Italia, il corso di Laurea in Chimica Industriale, che Cambi considerò sempre l'opera sua più importante. Nel 1926 divenne anche preside della Facoltà di Scienze dell'Università di Milano, ruolo che ricoprì fino al 1960.
Ebbe vari incarichi accademici e, avendo pienamente aderito al fascismo, anche compiti nell'industria. Giunse ad un importante ruolo politico nel 1939 quando, per il Partito Nazionale Fascista, ebbe la guida della Corporazione della siderurgia e metallurgia, di fondamentale importanza per la produzione metallurgica per le Potenze dell'Asse in funzione della potenza economica e militare del sistema italo-germanico durante la seconda guerra mondiale.
Molto importanti furono le sue numerose ricerche nel campo della chimica inorganica, ma divenne noto in particolar modo per aver realizzato i processi elettrolitici di estrazione dello zinco e del cadmio, particolarmente importanti per l'industria italiana. Nel 1956 ottenne la laurea honoris causa, al Politecnico di Milano, in Ingegneria chimica.
Cambi si interessò anche di storia e preistoria, in particolar modo della composizione dei metalli e delle leghe negli strumenti utilizzati nell'antichità, giungendo alla conclusione che dalla metallurgia si potevano trarre delle indicazioni che permettevano di attribuire, in maniera più attendibile, i reperti archeologici ai diversi periodi, popoli o civiltà. Scrisse anche molti testi riguardanti questo campo tra i quali ricordiamo Le grandi conquiste della chimica industriale.
Morì a Guastalla, in provincia di Reggio Emilia, il 14 agosto 1968.